# 本庄道美
本庄 道美（ほんじょう みちよし）は、美濃高富藩の第10代（最後）の藩主。
文政3年（1820年）2月17日、第9代藩主・本庄道貫の長男として生まれる。安政5年（1858年）、父の死去により家督を継ぐ。安政6年（1859年）に大番頭、文久3年（1863年）に二条御定番、慶応3年（1867年）に雉子橋御門番などを歴任した。慶応4年（1868年）の戊辰戦争では新政府に協力した。
明治2年（1869年）6月の版籍奉還で知藩事となり、明治4年（1871年）の廃藩置県で免官された。明治9年（1876年）7月17日に死去した。享年57。三男の道行が病弱であったため、四女の久米を後継者として、肥後国宇土藩細川氏から本庄寿巨を婿養子として迎え、家督を承継させた。

## 系譜
父母
- 本庄道貫（父）
- 本庄道昌の娘（母）

正室、継室
- 九鬼隆都の娘（正室）
- 藤堂高秭の娘（継室）

子女
- 片桐貞利（次男）
- 本庄道行（三男）
- 米倉昌言継妻
- 久米 ー 本庄寿巨夫人

養子
- 本庄寿巨 ー 細川行芬の十男

| 当主          | 当主                         | 当主          |
| ------------- | ---------------------------- | ------------- |
| 先代 本庄道貫 | 高富藩本庄家 1858年 - 1876年 | 次代 本庄久米 |